# Primula magellanica
Primula magellanica är en viveväxtart som beskrevs av Johann Georg Christian Lehmann. Primula magellanica ingår i släktet vivor, och familjen viveväxter. Inga underarter finns listade i Catalogue of Life.

## Bildgalleri

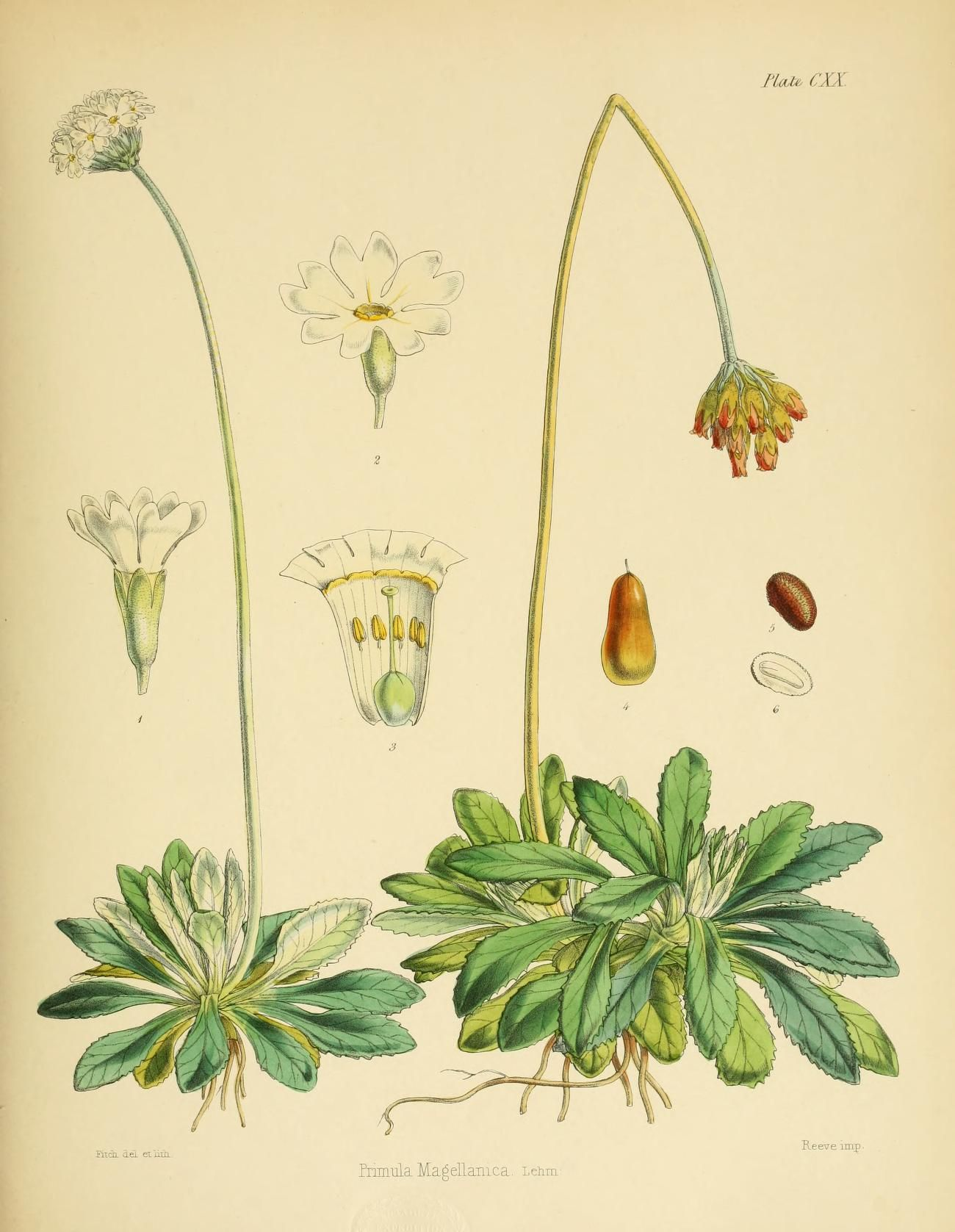